# Bactridium insularis
Bactridium insularis es una especie de coleóptero de la familia Monotomidae.

## Distribución geográfica
Habita en las islas Galápagos.